# Sphyrotheca nani
Sphyrotheca nani är en urinsektsart som beskrevs av Christiansen och Bellinger 1992. Sphyrotheca nani ingår i släktet Sphyrotheca och familjen Sminthuridae. Inga underarter finns listade i Catalogue of Life.